# Eptingen (Mücheln)
Eptingen ist eine moderne Wüstung im Saalekreis in Sachsen-Anhalt. Sie wurde durch den Braunkohlenabbau im Geiseltal zerstört.

## Geographische Lage
Eptingen lag im Geiseltal östlich von Mücheln. Nachbarorte waren Zöbigker im Nordwesten, Möckerling im Norden, Krumpa im Osten und Neubiendorf im Süden. Die ehemalige Ortsflur liegt heute am Südwestrand des Geiseltalsees im Bereich des Bahnhofs Mücheln (Stadt). Südlich des Bahnhofs befindet sich die Siedlung Eptinger Rain.

## Geschichte
Im 12. Jahrhundert gehörte Eptingen dem Kloster Reinsdorf an der Unstrut. 1327 kam Eptingen mit einer Schenkung an das Kloster Kaltenborn.
1485 wurden die Brüder Bernhardt, Hansen, Balthasar und Melchior von Breitenbauch mit acht Höfen in Eptingen belehnt, das dürften alle Höfe des Ortes gewesen sein. Das Rittergut Eptingen gehörte bis 1815 zum wettinischen, später kursächsischen Amt Freyburg. Durch die Beschlüsse des Wiener Kongresses kam der Ort zu Preußen und wurde 1816 dem Kreis Querfurt im Regierungsbezirk Merseburg der Provinz Sachsen zugeteilt, zu dem er bis 1944 gehörte.
Um das Jahr 1900 umfasste Eptingen zwölf Haushalte. Das Dorf wies neben dem Rittergut (Besitzer: Karl Bach) eine Gastwirtschaft und eine Bäckerei auf. Neben Landwirten lebten im Ort zwei Schuhmacher und ein Gärtner. 1927 hatte der Ort 253 Einwohner.
Am 1. Oktober 1929 wurde Eptingen ein Ortsteil von Mücheln. Das örtliche Rittergut bestand aus einem kleinen klassizistischen Gutshaus. 1952 zog in dieses die örtliche LPG ein. Die Mietskaserne, die der Rittergutsbesitzer Bach im Jahr 1906 auf dem Eptinger Rain errichten ließ, wurde 1950 im Rahmen des NAW zu einer Schule umgebaut. Sie wurde auch Polenkaserne genannt, da in ihr ursprünglich polnische Arbeiter untergebracht waren.
Im Zuge des Braunkohlenabbaus im Geiseltal wurde der Ort im Jahr 1968 umgesiedelt und 1975 devastiert. Das Rittergut wurde 1970 gesprengt. In der Neuzeit ist von Eptingen nur eine in der Neuzeit erfolgte Erweiterung am heutigen Müchelner Stadtbahnhof existent.